# 鹿児島県道24号鹿児島東市来線
鹿児島県道24号鹿児島東市来線（かごしまけんどう24ごう かごしまひがしいちきせん）は、鹿児島県鹿児島市から日置市に至る県道（主要地方道）である。

## 概要
路線の大部分はJR九州鹿児島本線と並走する。

### 路線データ
- 陸上距離：27.029 km[1]
- 起点：鹿児島県鹿児島市照国町（照国町交差点、国道225号・国道226号交点、鹿児島県道25号鹿児島蒲生線起点）
- 終点：鹿児島県日置市東市来町長里（美山交差点、国道3号交点）

## 歴史
- 1958年（昭和33年）11月1日 - 鹿児島県告示第772号により一般県道鹿児島伊集院線および一般県道伊集院東市来線の2路線が認定される。
- 1972年（昭和47年）8月2日 - 路線番号決定公告により鹿児島伊集院線は202、伊集院東市来線は302の路線番号が付与される[2]。
- 1982年（昭和57年）12月17日 - 鹿児島県道202号鹿児島伊集院線及び鹿児島県道302号伊集院東市来線が廃止され[3]、両路線を統合し鹿児島県道24号鹿児島東市来線として認定される[4]。
- 1993年（平成5年）5月11日 - 建設省から、県道鹿児島東市来線が鹿児島東市来線として主要地方道に指定される[5]。

## 路線状況
照国町交差点から建部神社前までの区間は市街地区間で住宅が多く、鹿児島市電と並走する区間もある。車線は片側2車線以上である。建部神社から鹿児島西ICまでの区間は幅員が狭く川の氾濫がたびたび起こることがある8・6豪雨では田上地区は浸水している。また、この区間のバイパスとして国道3号鹿児島バイパスがあり、鹿児島西ICまでは並走区間となる。
鹿児島西ICから仁田尾北交差点までの区間では全区間拡張工事が終わり、片側1車線で走行できるが、西別府町付近では拡張が一部未着手であるところもある。この付近から田園風景が見られるようになり、郊外ということが分かる。仁田尾北交差点から猪鹿倉交差点（日置市）までの区間は比較的整備がなされており、この区間はJR九州鹿児島本線と並走する。また、この区間から交通量が鹿児島県道35号永吉入佐鹿児島線から春山町方面より合流し一段と増える。猪鹿倉交差点から美山入口交差点までの区間は幅員が狭い区間が区間内の半分以上を占める。旧大田交差点より美山方面に向かう際に鹿児島交通枕崎線のコンクリート製の鉄橋が残っているが今後の整備の状況によって撤去されることが考えられる。

### 重複区間
- 鹿児島県道210号小山田谷山線（鹿児島市石谷町・仁田尾北交差点 - 春山町・春山口交差点）
- 鹿児島県道37号伊集院日吉線（日置市伊集院町猪鹿倉・猪鹿倉交差点 - 日置市伊集院町大田）

## 地理

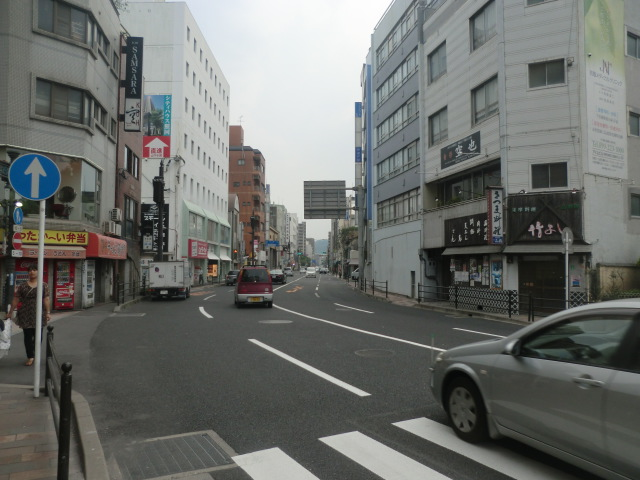
照国町交差点から鹿児島中央駅方面を望む

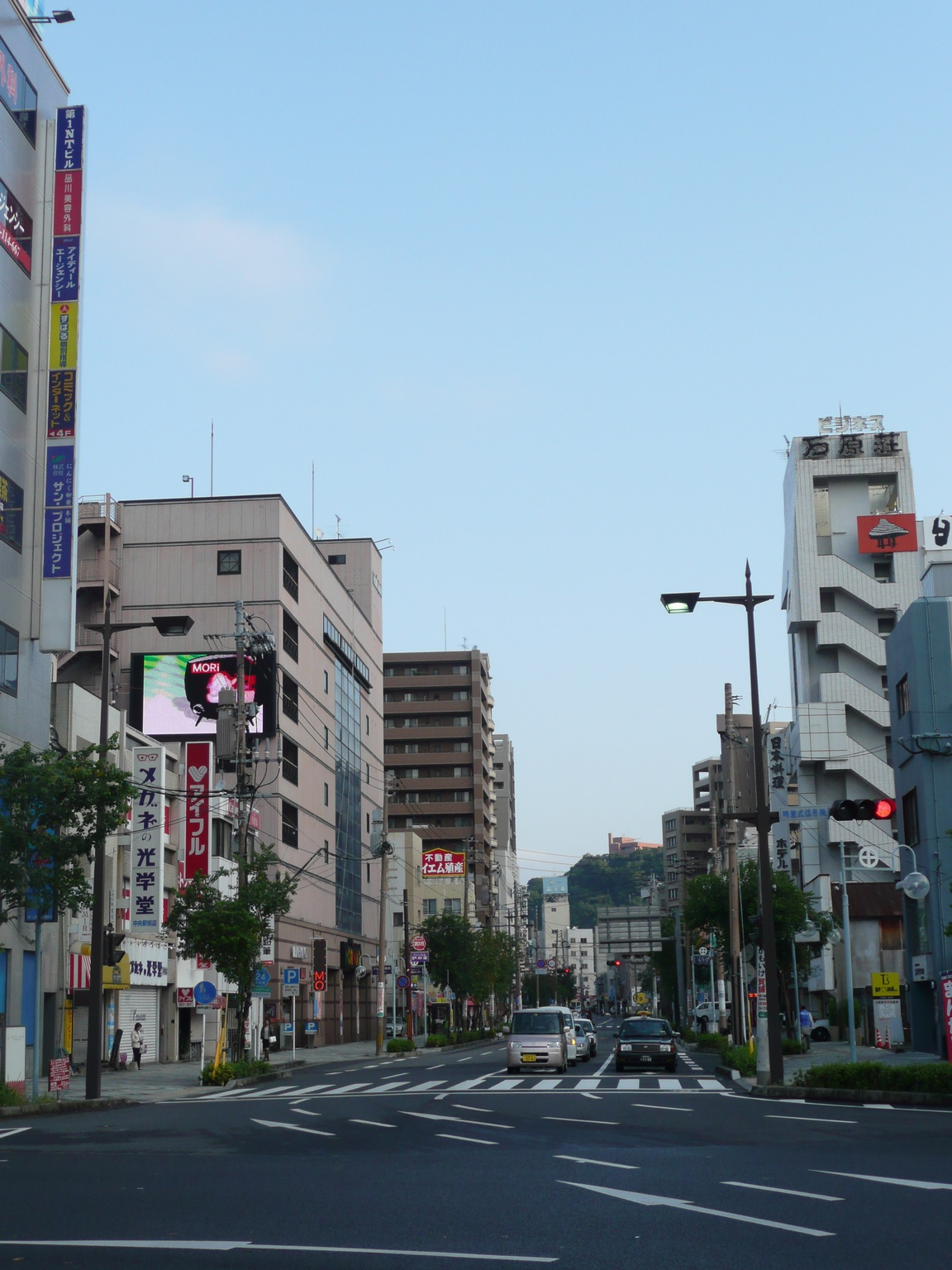
鹿児島中央駅前から北方向

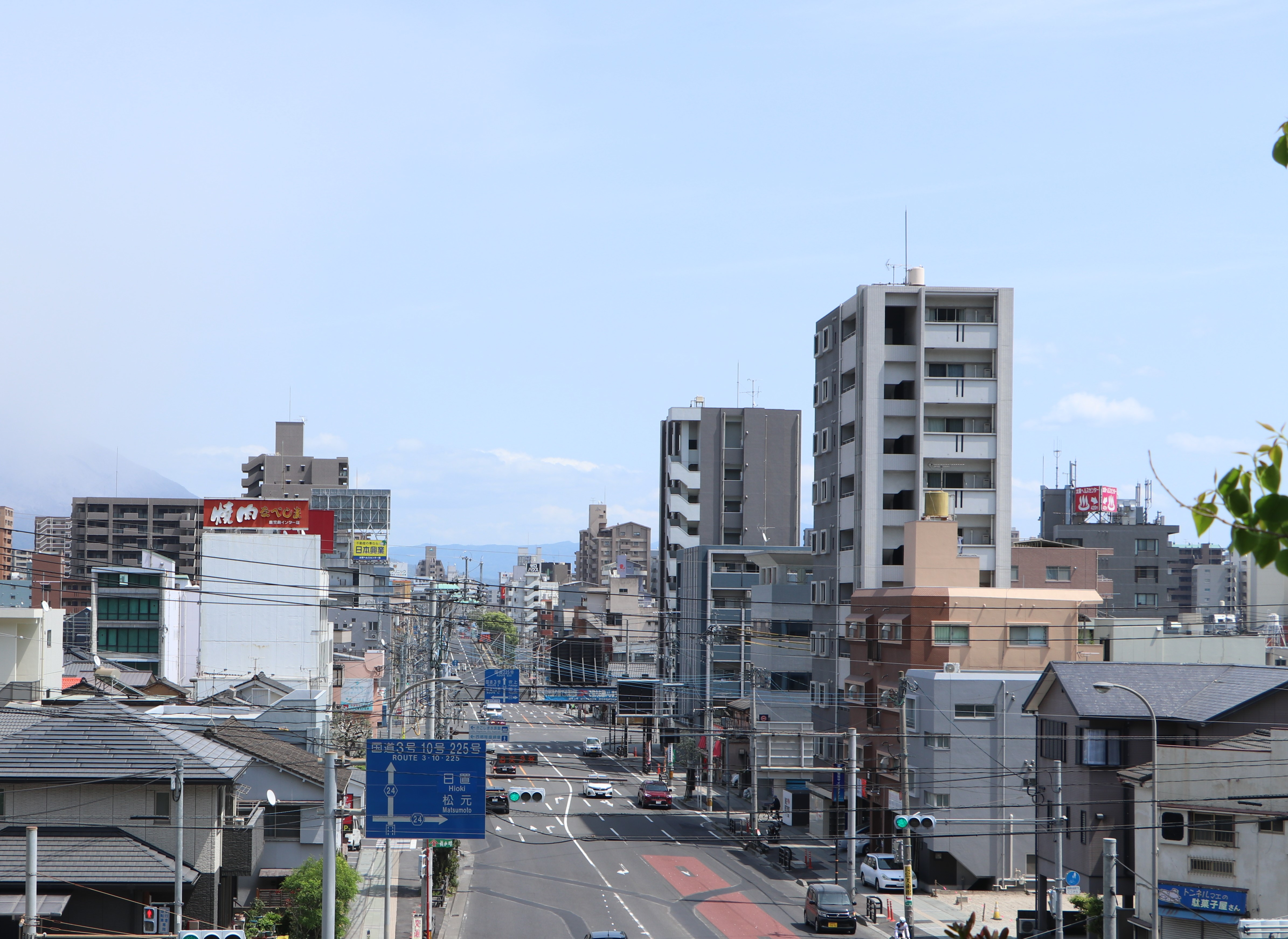
建部神社から鹿児島市街方面を望む

### 通過する自治体
- 鹿児島市
- 日置市

### 交差する道路
| 交差する道路                                   | 市町村名 | 交差する場所                | 交差する場所               |
| 交差する道路                                   | 市町村名 | 地名                        | 交差点・インターチェンジ名 |
| ---------------------------------------------- | -------- | --------------------------- | -------------------------- |
| 国道225号 国道226号 鹿児島県道25号鹿児島蒲生線 | 鹿児島市 | 照国町                      | 照国町交差点 / 起点        |
| 鹿児島県道21号鹿児島中央停車場線               | 鹿児島市 | 中央町                      | 鹿児島中央駅北交差点       |
| 鹿児島県道35号永吉入佐鹿児島線                 | 鹿児島市 | 武                          | 武町交差点                 |
| 国道3号 / 鹿児島バイパス 鹿児島東西幹線道路    | 鹿児島市 | 武                          | 建部神社前交差点 建部IC    |
| 国道3号 / 鹿児島バイパス 鹿児島東西道路        | 鹿児島市 | 田上7丁目                   | 田上ランプ交差点 田上IC    |
| E3A 南九州西回り自動車道                       | 鹿児島市 | 田上8丁目                   | 鹿児島西IC                 |
| 鹿児島県道210号小山田谷山線 重複区間起点       | 鹿児島市 | 五ケ別府町 石谷町           | 仁田尾北交差点             |
| 鹿児島県道210号小山田谷山線 重複区間終点       | 鹿児島市 | 春山町                      | 春山口交差点               |
| 鹿児島県道291号松元川辺線                      | 鹿児島市 | 上谷口町                    |                            |
| 鹿児島県道206号徳重横井鹿児島線                | 日置市   | 伊集院町下谷口              | 猪鹿倉南交差点             |
| 鹿児島県道206号徳重横井鹿児島線                | 日置市   | 伊集院町猪鹿倉              | 猪鹿倉南交差点             |
| 鹿児島県道37号伊集院日吉線                     | 日置市   | 伊集院町下谷口              | 猪鹿倉交差点               |
| 鹿児島県道37号伊集院日吉線                     | 日置市   | 伊集院町猪鹿倉              | 猪鹿倉交差点               |
| 鹿児島県道301号伊集院停車場線                  | 日置市   | 伊集院町徳重                |                            |
| 鹿児島県道206号徳重横井鹿児島線                | 日置市   | 伊集院町下谷口 伊集院町大田 |                            |
| 鹿児島県道37号伊集院日吉線                     | 日置市   | 伊集院町大田                |                            |
| 国道3号                                        | 日置市   | 東市来町長里                | 美山入口交差点 / 終点      |

### 交差する鉄道
- 鹿児島本線
- 指宿枕崎線

### 沿線
- 鹿児島市立山下小学校
- 鹿児島市電2系統
  - 鹿児島中央駅前 - 高見橋 - 加治屋町
- JR九州鹿児島本線・日豊本線・指宿枕崎線・九州新幹線 鹿児島中央駅
- 池田学園池田中学・高等学校
- 池田学園池田小学校
- JR九州鹿児島本線
  - 上伊集院駅 - 薩摩松元駅 - 伊集院駅
- 鹿児島市立松元小学校